# Хоу, Марк
 Марк Стивен Хоу (англ. Mark Steven Howe; род. 28 мая 1955) — американский хоккеист, выступашвий на позициях защитника и левого крайнего нападающего. 14 ноября 2011 года в Торонто был принят в «Зал славы Национальной хоккейной лиги».

## Биография
Сын Горди Хоу. Провёл в НХЛ 16 сезонов, играя за клубы «Хартфорд», «Филадельфия» и «Детройт». На его счету 197 шайб и 545 передач в 929 матчах. В плей-офф НХЛ сыграл 101 матч и набрал 61 очко (10+51). В ВХА провёл 6 сезонов и набрал 504 очка (208+296) в 426 матчах.
Трижды, выступая за «Филадельфию», включался в первую сборную звёзд НХЛ (1983, 1986, 1987). 5 раз был выбран для участия в матчах всех звёзд НХЛ (1981, 1983, 1986, 1988, 1994).
Выступал в одной команде с отцом и своим старшим братом Марти в «Хьюстон Аэрос» (1973—1977), «Нью-Ингленд Уэйлерс» (1977—1979) и «Хартфорд Уэйлерс» (1979—1980).
Рекордсмен среди защитников в истории НХЛ по голам в меньшинстве за карьеру (28).
Самый молодой участник олимпийских хоккейных турниров — дебютировал на Играх 1972 года в возрасте 16 лет 253 дней. В 1981 году играл за сборную США на Кубке Канады.
Позже работал в скаутской службе «Детройт Ред Уингз».
6 марта 2012 года «Филадельфия Флайерз» вывела из обращения 2-й номер, под которым выступал Марк Хоу. Горди и Марк стали второй в истории НХЛ парой отец-сын, чьи номера были выведены из обращения (первой были Бобби и Бретт Халлы).